# Малое Соколово
Малое Соколово — деревня в Можайском районе Московской области, в составе Сельского поселения Борисовское. Численность постоянного населения по Всероссийской переписи 2010 года — 4 человека. До 2006 года Малое Соколово входило в состав Ямского сельского округа.
Деревня расположена в центральной части района, примерно в 4 км к юго-западу от Можайска, на правом берегу безымянного левого притока реки Мжут, высота центра над уровнем моря 205 м. Ближайшие населённые пункты — Собольки на противоположном берегу реки и Большое Соколово на юге.